# Bharati
Bharati er en hinduistisk gudine, som påser ofre. Hun er Ganeshas kone, og nogle gange associeret med Vak og Sarasvati.
| Religion | Spire Denne religionsartikel er en spire som bør udbygges. Du er velkommen til at hjælpe Wikipedia ved at udvide den. |